# Christina van Denemarken (Noorwegen)
Christina van Denemarken (circa 1118 - 1139) was van 1132 tot 1133 koningin-gemalin van Noorwegen. Ze behoorde tot het huis Estridsen.

## Levensloop
Christina was een dochter van prins Knoet Lavard van Denemarken uit diens huwelijk met Ingeborg, dochter van grootvorst Mstislav I van Kiev.
In 1131 werd ze verloofd met koning Magnus IV van Noorwegen (1115-1139), een huwelijk dat gearrangeerd werd door Magnus' vroegere stiefmoeder Malmfrida van Kiev, die nu gehuwd was met Christina's oom Erik van Denemarken. Het huwelijk vond in 1132 of 1133 plaats.
Koning Magnus steunde de strijd van haar vader Knoet en oom Erik tegen koning Niels van Denemarken. In 1133 vluchtten Erik en Malmfrida naar Noorwegen, zodat ze beschermd werden door Magnus. Christina ontdekte echter dat haar echtgenoot plannen had om hen te verraden en waarschuwde haar oom en tante. Vervolgens allieerden Erik en Malmfrida zich met Magnus' rivaal Harald Gille en liet Magnus zich van Christina scheiden.
Christina van Denemarken stierf rond het jaar 1139.